# Renac (Ille-et-Vilaine)
Renac település Franciaországban, Ille-et-Vilaine megyében. Lakosainak száma 1032 fő (2022. január 1.). Renac Saint-Just, Bains-sur-Oust, La Chapelle-de-Brain, Langon, Sainte-Marie, Sixt-sur-Aff és Avessac községekkel határos.

## Népesség
A település népessége az elmúlt években az alábbi módon változott:
| Lakosok száma | 912  | 728  | 773  | 909  | 974  | 977  | 1009 | 1034 | 1040 | 1032 |
|               | 1968 | 1982 | 1990 | 2006 | 2013 | 2015 | 2017 | 2019 | 2020 | 2022 |